# تومى فوريكاست
تومى فوريكاست (بالإنجليزية: Tommy Forecast)‏ (15 أكتوبر 1986 بنيوهام في المملكة المتحدة - ) هو لاعب كرة قدم بريطاني في مركز حراسة المرمى. لعب مع إيستبورن بوروه وتوتنهام هوتسبير وغريمسبي تاون ونادي ساوثهامبتون ونادي غيلينغهام ونادي بروملي ونادي دارتفورد ونادي تشيلمسفورد وThurrock F.C. ‏.

## وصلات خارجية
- تومى فوريكاست على موقع قاعدة بيانات كرة القدم.إي يو (الإنجليزية)
- تومى فوريكاست على موقع Soccerbase.com (لاعب) (الإنجليزية)
- تومى فوريكاست على موقع Soccerway.com (الإنجليزية)